# Жарновиця (округ)
Округ Жарновиця (словац. Okres Žarnovica) — округ (район) в Банськобистрицькому краї Словаччини. Площа округу становить — 425,5 км², на якій проживає — 26 944 особи (31.12.2007). Середня щільність населення становить — 63,32 особи/км². Адміністративний центр округу — місто Жарновиця.

## Статистичні дані

### Населення

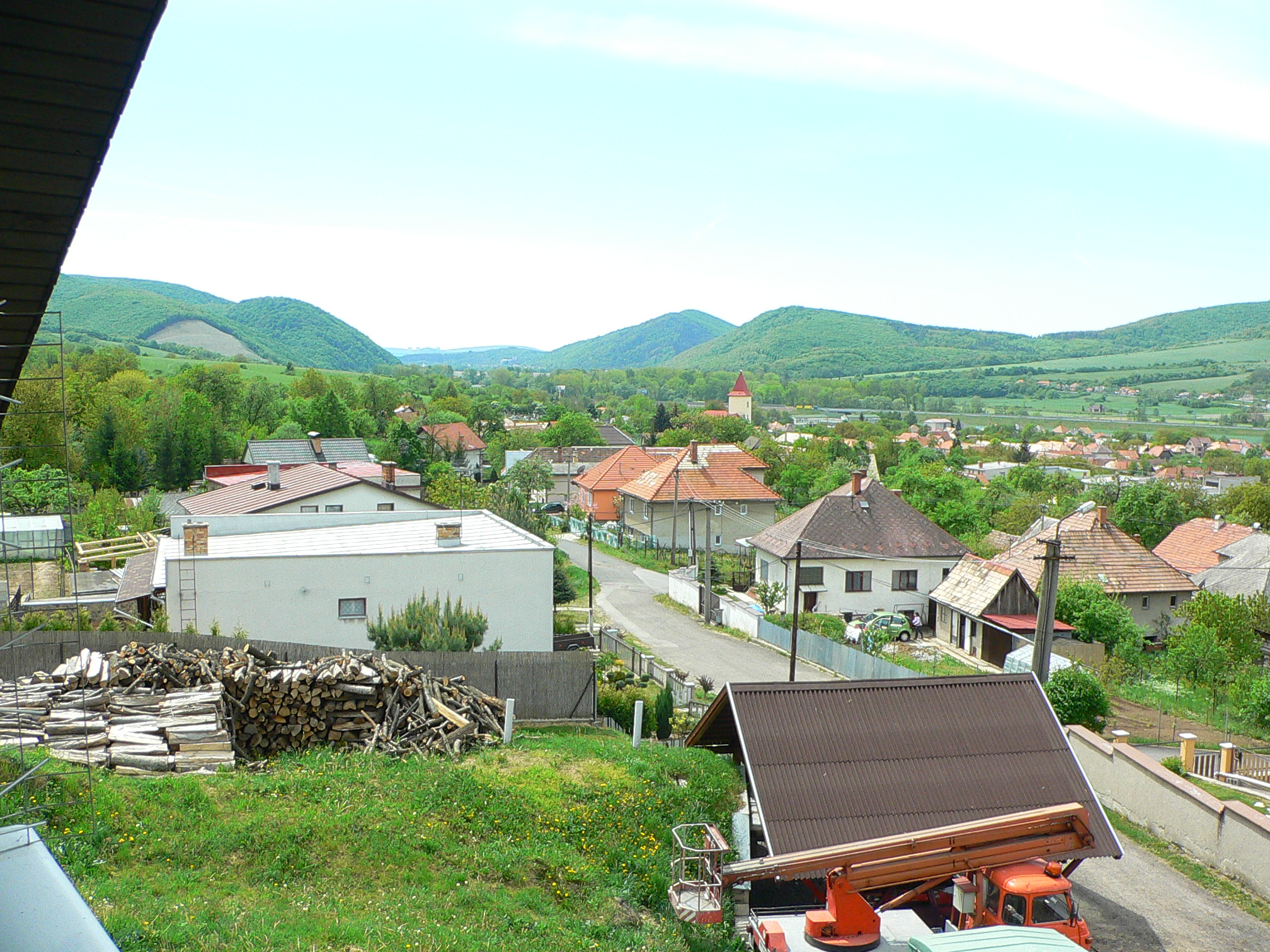
Округ Жарновиця. Тековська Брезниця

| Рік:            | 1994.  | 2004.   | 2014.   | 2024.   |
| --------------- | ------ | ------- | ------- | ------- |
| Кількість осіб: | 27 920 | 27 381  | 26 732  | 24 463  |
| Різниця:        |        | -1,93 % | -2,37 % | -8,48 % |

| Рік:            | 2023.  | 2024.   |
| --------------- | ------ | ------- |
| Кількість осіб: | 24 668 | 24 463  |
| Різниця:        |        | -0,83 % |

### Національний склад:
- Словаки — 97,1%
- Роми — 0,9%
- Чехи — 0,5%
- інші національності — 1,5%

### Конфесійний склад:
- Католики — 83,6%
- Лютерани — 1,4%

## Адміністративний поділ

### Міста:
Жарновиця • Нова Баня

### Села:
Бреги • Велька Легота • Вельке Поле • Возниця • Годруша-Гамри • Верхні Гамри • Грабічов • Гронські Бенядик • Жупков • Кляк • Мала Легота • Оровниця • Остри Грунь • Піла • Рудно-над-Гроном • Тековська Брезниця